# اركان (فتح أباد)
اركان (بالفارسية: ارکان) هي قرية تقع في إيران في Fathabad Rural District. يقدر عدد سكانها بـ 224 نسمة بحسب إحصاء 2016.